# 鄭宝清
鄭 宝清（てい ほうせい、ジェン バオチン、1955年〈民国44年〉1月10日 - ）は、中華民国（台湾）の実業家、政治家。元立法委員。

## 経歴
1995年の第3回立法委員選挙で桃園県選挙区から出馬し、初当選。1998年の第4回立法委員選挙でも再選された。
2005年、桃園県長選挙に出馬したが、国民党候補の朱立倫に敗れた。
2016年の第9回立法委員選挙では桃園市第四選挙区から出馬し、国民党候補の楊麗環が獲得した86,253票（49.95%）に対し、鄭は86,413票（50.05%）を獲得し、勝利宣言した。しかし、票差はわずか169票（得票数の約1000分の1）であったため、楊麗環は桃園地方裁判所に票の数え直しを訴えた。同年1月27日、桃園地方裁判所の公告により鄭の当選が確定した。
2020年の第10回立法委員選挙でも再選を目指して出馬したが、国民党候補に敗れ、落選した。
2022年、桃園市長選挙に候補登録していた林智堅が辞退したため、鄭運鵬が立候補することになったが、これを不服として立候補を表明した。同年9月8日、党規に違反したとして民進党から除名された。同年11月26日の選挙の結果、落選した。
2023年10月5日、台湾民衆党に入党した。

## 選挙記録
| 年度 | 選挙                  | 選挙区           | 所属政党   | 得票数  | 得票率 | 当選 | 注釈 |
| ---- | --------------------- | ---------------- | ---------- | ------- | ------ | ---- | ---- |
| 1991 | 第2回国民大会代表選挙 | 桃園県第一選挙区 | 民主進歩党 | 24,236  | 28.55% |      |      |
| 1995 | 第3回立法委員選挙     | 桃園県選挙区     | 民主進歩党 | 46,243  | 7.24%  |      |      |
| 1998 | 第4回立法委員選挙     | 桃園県選挙区     | 民主進歩党 | 37,386  | 5.57%  |      |      |
| 2005 | 第15回桃園県長選挙    | 桃園県           | 民主進歩党 | 307,965 | 38.32% |      |      |
| 2016 | 第9回立法委員選挙     | 桃園市第四選挙区 | 民主進歩党 | 86,413  | 50.05% |      |      |
| 2020 | 第10回立法委員選挙    | 桃園市第四選挙区 | 民主進歩党 | 97,316  | 46.50% |      |      |
| 2022 | 第3回桃園市長選挙     | 桃園市           | 無所属     | 30,282  | 2.83%  |      |      |